# 버터 피칸
버터 피칸(영어: Butter pecan)은 특히 미국 남부 지역에서 아이스크림, 케이크, 쿠키 등에 주로 쓰는 맛이다. 이 맛은 흑인 미국인의 전통 요리인 소울 푸드의 한 가지 맛이기도 하다.
버터 피칸을 활용한 구운 디저트에는 볶은 피칸, 버터, 바닐라 향이 사용된다. 버터 피칸 아이스크림은 부드러운 바닐라 아이스크림에 은은한 버터 풍미가 더해지고, 여기에 피칸이 첨가된다. 이 아이스크림은 여러 주요 아이스크림 브랜드에서 생산되고 있다. 이와 유사한 레시피로는 피칸 대신 아몬드를 사용하는 버터 아몬드가 있다.

버터 피칸은 다양한 회사에서 제조되는 인기 아이스크림 맛 중 하나이며, 배스킨라빈스의 31가지 대표 맛 중 하나이기도 하다.

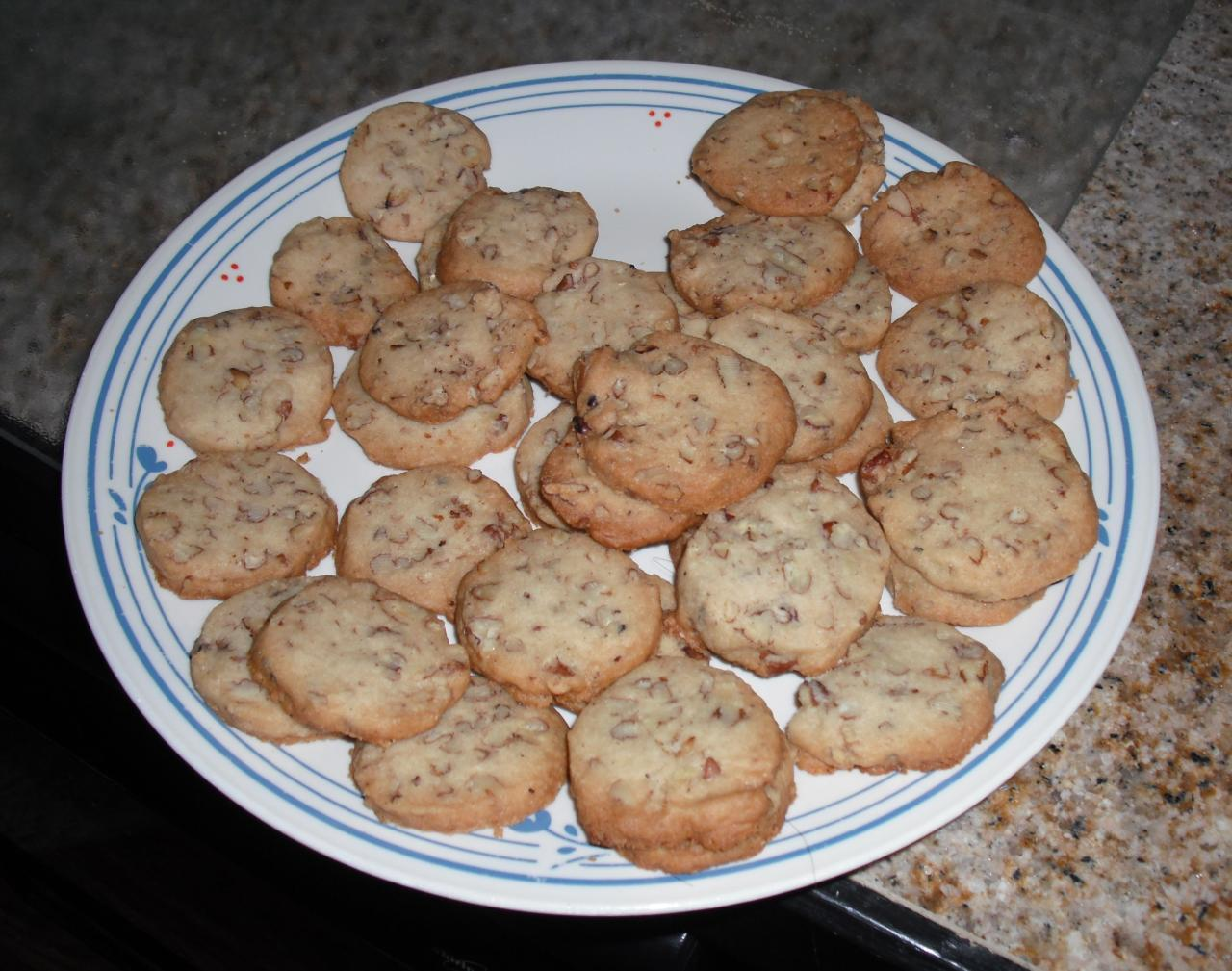
버터 피칸 쿠키

## 같이 보기
- 피칸 파이